# 内山完造
内山完造（1885年1月11日—1959年9月21日），汉名邬其山，旅居中国上海的日本商人，内山书店老板，鲁迅的密友。

## 生平
明治十八年内山完造生于日本冈山县芳井村（今井原市）。1897年退学后去大坂当商店学徒。1912年在京都加入基督教会，次年经牧野虎次牧师推荐，任大学眼药本店参天堂驻上海推销员，推销眼药水。1917年，内山完造夫妇在北四川路魏盛里（今四川北路1881弄）租住房屋的楼下开设了内山书店。最初仅销售基督教书籍，以后扩展到一般中、日文书籍。1929年，内山书店迁往施高塔路11号（今四川北路2048号），后又在中区四川路开设分店。1930年，内山完造脱离大学眼药本店参天堂后，内山书店开始销售中国政府禁售的左翼书籍。
1937年8月淞沪会战爆发，内山夫妇一度返回日本，战事平息后回到上海。1941年12月太平洋战争爆发，日军进驻上海公共租界，1942年内山完造接管南京路160号的中美图书公司（今体育用品商店），改为内山书店分店。
1945年8月日本投降。同年10月23日，内山书店作为敌产被中国政府没收。内山向中国当局申请了永久居住权，没有被作为敌国侨民遣返。1947年12月6日，中国政府认为内山完造参与颠覆中国政府的阴谋，派军警包围吴淞路义丰里其住所，将其遣返日本。

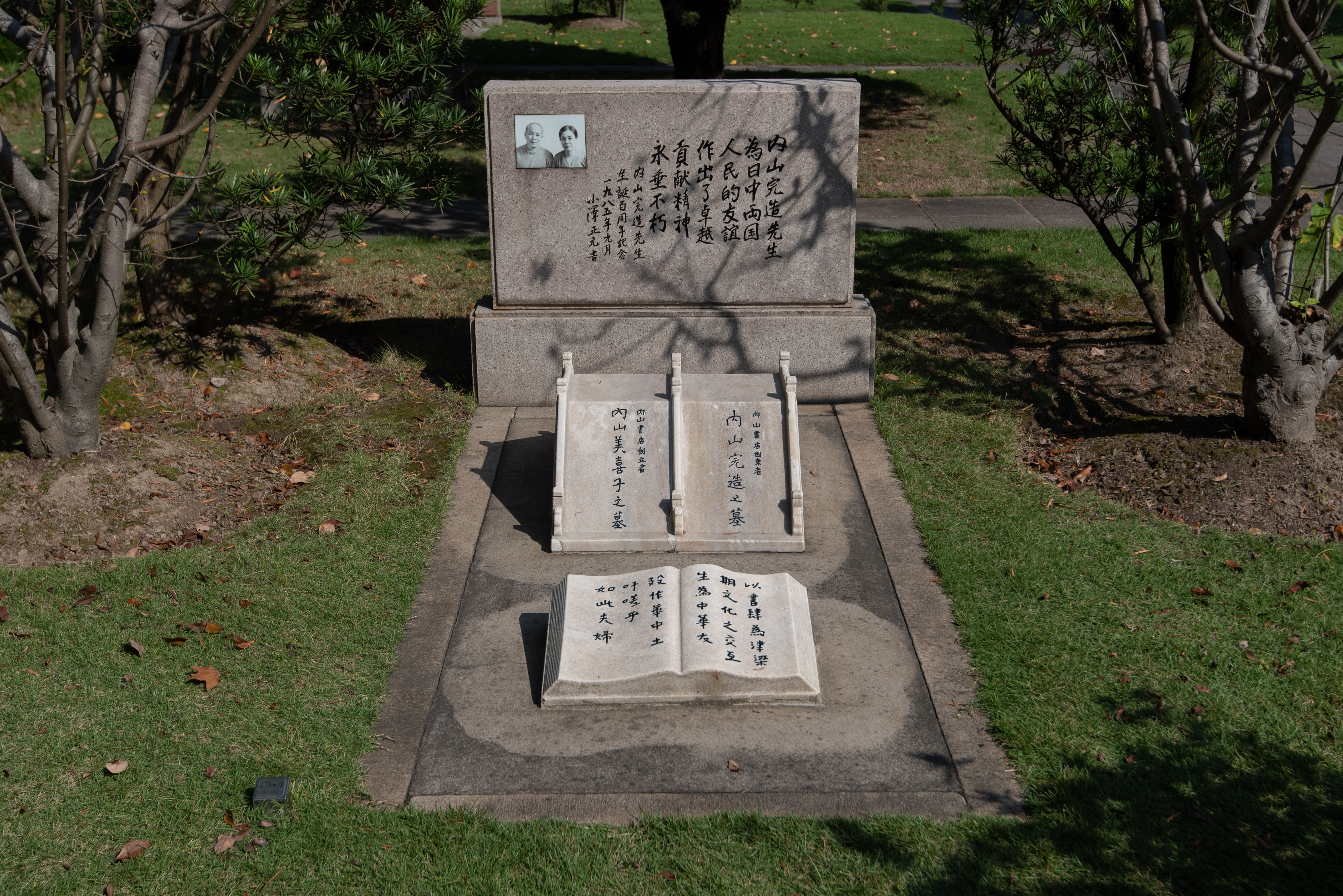
位于上海宋庆龄陵园内的内山完造和内山美喜子合葬墓

1948年，内山在日本各地作“中国漫谈”巡回讲演。1950年，内山完造在东京参加筹建日中友好协会。1953年、1956年曾两度访问北京。1959年9月19日，内山完造受邀请前往北京参加中华人民共和国建国10周年国庆观礼，突发脑溢血，21日在北京协和医院去世，随后安葬于上海市虹桥路万国公墓（今宋庆龄陵园）。1945年其妻子美喜子葬于静安寺外国人公墓，1954年迁葬于此。1967年，上海市民政局為阻止紅衛兵破壞而將内山墓迁葬浦东，1976年回迁万国公墓。

## 内山书店

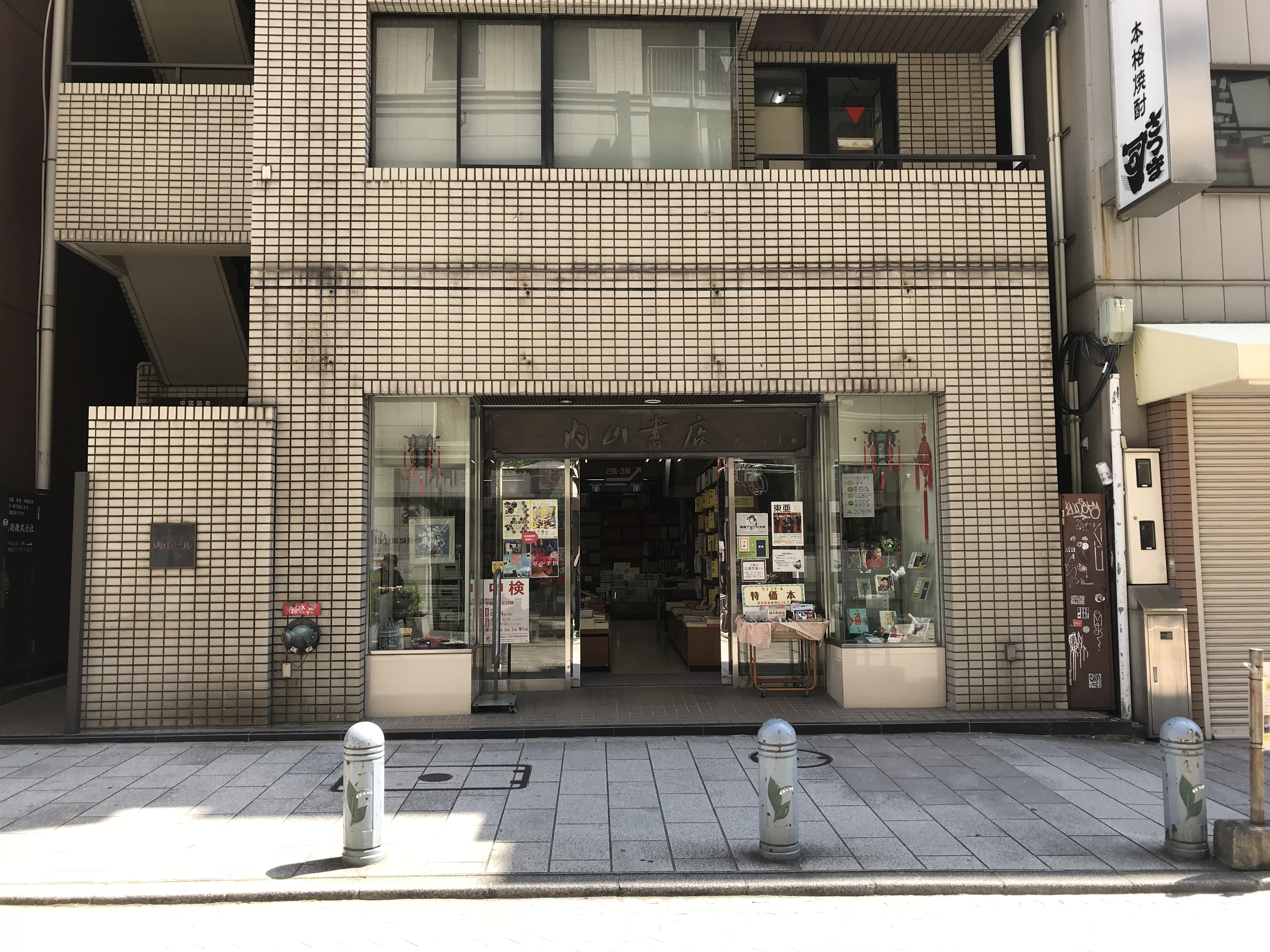
现位于日本东京的内山书店

内山完造与鲁迅的友谊开始于1927年鲁迅迁居上海不久，并保持了10年之久，直到1936年鲁迅去世。内山书店为鲁迅著作代理發行店，鲁迅的会客、信件往来等秘密活动也在内山书店进行，并曾经四次掩护鲁迅避难，包括在内山书店，以及千爱里2弄3号寓所。1936年鲁迅去世后，内山完造在鲁迅治丧委员会里名列第二位，介于蔡元培、宋庆龄之间，次年参与日文版《大鲁迅全集》的出版。二人的友谊在当时曾引起猜疑，1934年《社会新闻》曾发表文章，认为内山完造系日本间谍，鲁迅则在《伪自由书·后记》中加以否认。
内山完造在1930年代曾与中共有交往，在1935年转交方志敏在狱中写给中共中央的报告。
1981年，内山书店旧址被列为上海市文物保护单位。现今位于日本东京的内山书店，是内山完造的弟弟内山嘉吉于1935年开办，现以经营有关中国的书籍为主。